# Parki narodowe w Peru
Na terytorium Peru znajduje się 15 parków narodowych (stan na 1 stycznia 2023 roku) zarządzanych przez Krajową Służbę Obszarów Naturalnych Chronionych przez Państwo (SERNANP). Wszystkie mają kategorię IUCN – II (park narodowy). Pierwszym parkiem założonym na terenie kraju był Park Narodowy Cutervo. Powstał w 1961 roku.

## Parki narodowe
| Lp. | Zdjęcie | Nazwa parku narodowego                                                                                             | Rok utworzenia | Powierzchnia (km²) | Region                            | Uwagi                                                                          |
| --- | ------- | --- | -------------- | ------------------ | --------------------------------- | ------------------------------------------------------------------------------ |
| 1   |         | Park Narodowy Alto Purús (hiszp. Parque nacional Alto Purús)                                                       | 2004           | 25 106,94          | Madre de Dios Ukajali             | ostoja ptaków IBA                                                              |
| 2   |         | Park Narodowy Bahuaja Sonene (hiszp. Parque nacional Bahuaja Sonene)                                               | 1996           | 10 914,16          | Madre de Dios Puno                | ostoja ptaków IBA                                                              |
| 3   |         | Park Narodowy Cerros de Amotape (hiszp. Parque nacional Cerros de Amotape)                                         | 1975           | 1517,67            | Tumbes Piura                      | Rezerwat biosfery UNESCO ostoja ptaków IBA                                     |
| 4   |         | Park Narodowy Cordillera Azul (hiszp. Parque nacional Cordillera Azul)                                             | 2001           | 13 531,91          | San Martín Loreto Ukajali Huánuco | ostoja ptaków IBA                                                              |
| 5   |         | Park Narodowy Cutervo (hiszp. Parque nacional de Cutervo)                                                          | 1961           | 82,14              | Cajamarca                         |                                                                                |
| 6   |         | Park Narodowy Gueppí-Sekime (hiszp. Parque nacional Gueppí-Sekime)                                                 | 2012           | 2036,29            | Loreto                            |                                                                                |
| 7   |         | Park Narodowy Huascarán (hiszp. Parque nacional Huascarán)                                                         | 1975           | 3400               | Ancash                            | Lista światowego dziedzictwa UNESCO Rezerwat biosfery UNESCO ostoja ptaków IBA |
| 8   |         | Park Narodowy Ichigkat Muja - Cordillera del Condor (hiszp. Parque nacional Ichigkat Muja - Cordillera del Condor) | 2007           | 884,77             | Amazonas                          | ostoja ptaków IBA                                                              |
| 9   |         | Park Narodowy Manu (hiszp. Parque nacional del Manu)                                                               | 1973           | 17 162,95          | Madre de Dios Cuzco               | Lista światowego dziedzictwa UNESCO Rezerwat biosfery UNESCO ostoja ptaków IBA |
| 10  |         | Park Narodowy Otishi (hiszp. Parque nacional Otishi)                                                               | 2003           | 3059,73            | Junín Cuzco                       | Rezerwat biosfery UNESCO ostoja ptaków IBA                                     |
| 11  |         | Park Narodowy Río Abiseo (hiszp. Parque nacional del Río Abiseo)                                                   | 1983           | 2745,2             | San Martín                        | Lista światowego dziedzictwa UNESCO Rezerwat biosfery UNESCO ostoja ptaków IBA |
| 12  |         | Park Narodowy Sierra del Divisor (hiszp. Parque nacional Sierra del Divisor)                                       | 2015           | 13 544,85          | Ukajali Loreto                    | Lista informacyjna światowego dziedzictwa UNESCO                               |
| 13  |         | Park Narodowy Tingo María (hiszp. Parque nacional Tingo María)                                                     | 1965           | 47,77              | Huánuco                           | ostoja ptaków IBA                                                              |
| 14  |         | Park Narodowy Yaguas (hiszp. Parque nacional Yaguas)                                                               | 2018           | 8689,28            | Loreto                            |                                                                                |
| 15  |         | Park Narodowy Yanachaga Chemillén (hiszp. Parque nacional Yanachaga Chemillén)                                     | 1986           | 1220               | Pasco                             | Rezerwat biosfery UNESCO ostoja ptaków IBA                                     |